# Wiegleb (Orgelbauer)
Wiegleb ist der Name einer Orgelbauerfamilie in Ober- und Mittelfranken.

## Stammliste
1. Wiegleb, Johann (Heldritt), 1647 (Pferdingsleben) – 1719 (Heldritt), Begründer der Orgelbauerfamilie
  1. Erdmann Bernhard, 6. Mai 1685 – 1752 Ahlstadt
  2. Christina Margaretha (Heldritt) 1687 – 1734, verheiratete Schellenberger
  3. Johann Christoph (Wilhermsdorf), 19. März 1690 (Heldritt) – 15. November 1749 (Steppach)
    1. Johann Friedrich (Heidelberg), 1737 – 1785

  4. Friedrich Philipp Christian (Bönnigheim), 23. Februar 1693 – 1758
  5. Georg Ernst I. (Schney), 17. März 1696 (Heldritt) – 1. September 1768 (Schney)
    1. Georg Ernst II. (1761 in Bayreuth, Zweigbetrieb in Kulmbach), 13. Juli 1735 (Schney) – 30. März 1814 (Schney)
      1. Johann Conrad (Schney), 2. Juli 1769 (Kulmbach) – 30. März 1851 (Schney)
        1. Friedrich August 1825 (Schney) – 1845 (Schney)
        2. Johann (Schney) (1828 – 1880), mit ihm erlosch die Schneyer Orgelfamilie Wiegleb

      2. Johann Wilhelm (Erlangen), 17. April 1783 (Bayreuth) – 1878

    2. Johann Christian (Epfenbach), 1745–1816

  6. Vitus (ab 1720 in Amsterdam), 16. Dezember 1699 – 3. Januar 1748